# Coelurosauravus
Il celurosauravo (gen. Coelurosauravus) era uno strano rettile vissuto nel Permiano superiore (circa 250 milioni di anni fa), i cui resti sono stati rinvenuti in Europa e in Madagascar. Coelurosauravus significa "lucertola uccello dagli ossi cavi".

## Etimologia
Il nome significa "Uccello lucertola dalle ossa cave".

## Il primo rettile volante
La caratteristica più insolita di questo animale dalle dimensioni simili a quelle di una grossa lucertola era data dalla presenza di ossa scollegate dalle costole, allungatissime e sottili. Probabilmente, queste ossa nell'animale vivo erano unite da un lembo di pelle e raggiungevano un'apertura di circa trenta centimetri (la lunghezza dell'animale era di circa quaranta centimetri). Le caratteristiche ossa permettevano all'animale di planare da un albero all'altro, per cacciare più efficacemente i piccoli insetti di cui si cibava. Inizialmente queste ossa furono scambiate per spine di pesce. Corretto l'errore, si pensò che fossero espansioni delle costole analoghe a quelle di alcune lucertole odierne. Studi successivi dimostrarono però che fossero del tutto scollegate dalle costole: una caratteristica non presente nei rettili odierni. Grazie a queste "ali" poteva planare da un posto all'altro. Questi brevi voli planati costituiscono il primo tentativo, da parte dei vertebrati, di sfruttare le vie aeree. Gli arti, forse, venivano tenuti distesi per aumentare la resistenza dell'aria e attutire la velocità di caduta. Una tecnica simile viene usata dall'odierno drago volante (gen. Draco) dell'Asia sudorientale, e nel Triassico venne "ricalcata" da altri animali simili a lucertole ma non strettamente imparentati con il celurosauravo, come l'Icarosaurus e il Kuehneosaurus. Le stesse strutture furono usate da un piccolo rettile cinese chiamato Xianglong zhaoi, vissuto però molti milioni di anni dopo, nel Cretaceo. Il celurosauravo fu uno delle molte specie ad essersi estinta nella estinzione di massa avvenuta circa 250 milioni di anni fa.

## Parentele incerte

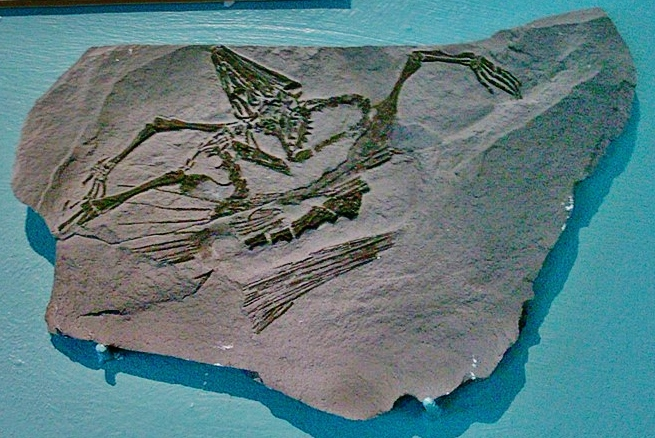
Fossile di Coelurosauravus jaekeli

La testa del celurosauravo è fornita di uno strano "collare osseo" posteriore, ampiamente fenestrato, dalla funzione ignota. Di Coelurosauravus sono note due specie, C. elivensis del Madagascar e C. jaekeli della Germania. Le parentele di questo animale e di pochi animali simili (ad es. Rautiania) non sono ben note, e probabilmente devono essere considerati diapsidi primitivi affini al gruppo, altrettanto bizzarro, dei simiosauri (Simiosauria) o "rettili scimmia".